# Albert Sorel
Pour les articles homonymes, voir Sorel.
Albert Sorel, né le 13 août 1842 à Honfleur (Calvados) et mort le 29 juin 1906 à Paris, est un historien français.
Cousin du penseur et sociologue Georges Sorel, il est l’un des principaux fondateurs de l’histoire diplomatique en France.

## Biographie

### Jeunesse et études
Issu d’une vieille famille normande, le père de Sorel, riche industriel, fabriquait des huiles de colza et du savon de Marseille, souhaitait le voir devenir ingénieur, pour être son lieutenant à l’usine, puis lui succéder aux affaires. Il étudie au collège Rollin, avant d’entrer au lycée Condorcet, réputé pour ses fortes classes de mathématiques mais, devant son peu de goût pour les mathématiques, on le laissa s’inscrire à l’École de droit. Il suit les cours de la Sorbonne et du Collège de France, les conférences de l’École des chartes où Jules Quicherat était professeur de diplomatique et lit les poètes, les romanciers, les philosophes et les sociologues.

### Parcours professionnel
Lorsqu’il rentre en France, après un séjour d’une année en Allemagne, il était décidé à écrire. En 1865, il fut invité par Guizot, qui connaissait sa famille, à déjeuner au Val-Richer, et longuement interrogé sur l’Allemagne, Bismarck, la ville, le théâtre, la vie à la campagne. Au vu de ses réponses, Guizot lui trouva des dispositions pour la diplomatie, et le fit entrer au ministère des affaires étrangères en 1866. 
Il ressort de sa correspondance de cette époque, un certain dédain pour la carrière diplomatique, au quai d’Orsay, le « lieu au monde où l’on soit moins instruit des événements » où, à l’en croire, on n’a que les côtés mesquins de la politique. Il ne se contentait pas de rédiger d’après des formules, d’obéir aveuglément au caprice de ses chefs, il voulait se rendre compte. Il avait un zèle naturel pour le travail, beaucoup de bonne volonté, un fonds sérieux de connaissances qu’il développait par une réflexion continuelle.
En 1870, après Sedan et la formation du Gouvernement de la Défense nationale, envoyé à Tours comme délégué responsable de l’aspect diplomatique de la défense nationale par le directeur de cabinet du ministère, Chaudordy, il est mis au courant, jour par jour, presque heure par heure, des négociations vers des alliances ou bien des médiations, puis vers l’armistice, et enfin la paix. Il écrit à un ami : « De tout ce que j’observe – et je suis merveilleusement placé pour observer, – je recueille l’élément d’un livre de pathologie, dont les conclusions auront toute la rigueur scientifique. »
Ayant demandé un congé de deux ans en 1873, il rentra au quai d’Orsay, en 1875, comme secrétaire particulier du duc Decazes. En 1876, nommé secrétaire général du Sénat, il quitta définitivement les Affaires étrangères pour occuper ce poste qui lui permettait d’écrire, qu’il occupera jusqu’en 1901. C’est à ce titre qu’il est le greffier de la Haute Cour de justice, lors du procès du général Boulanger, en 1889, et celui de Déroulède, en 1899.

### Parcours professoral
En 1872, lors de la fondation de l'École libre des sciences politiques (Sciences Po), Albert Sorel est recommandé par Hyppolite Taine, ou selon les sources, par Imbert de Saint-Amand, au fondateur de l'école Émile Boutmy, pour dispenser le cours d’histoire diplomatique. Hésitant, se défiant de lui-même, il demanda conseil à Guizot qui lui dit : « Jetez-vous à l’eau et vous nagerez. » Sa première leçon, qui est le tout premier cours donné à Sciences Po, le 15 janvier 1872, a beaucoup de succès. Après trois leçons, Taine lui dit : « Vous avez trouvé votre vocation, vous êtes né professeur ». Son cours était divisé en deux parties, chaque partie exigeant une année : d’abord, les rapports de la France avec l’Europe, de 1789 à 1815 ; puis de 1815 à 1882. Les notes et les cours de cette première partie formaient L’Europe et la Révolution française.
Lorsque Boutmy s'éteint en 1906, il laisse dans une instruction au conseil d'administration l'indication qu'Albert Sorel pourrait lui succéder, en précisant que son état de santé pourrait toutefois l'en empêcher. Le conseil passe outre cette mise en garde et propose à Sorel la direction de l'école, qui refuse. Son collègue Anatole Leroy-Beaulieu, également nommément désigné dans l'instruction de Boutmy, accepte la proposition.

## Pensée

### Un théoricien des "frontières naturelles"
Ses fonctions au Sénat lui permettent de travailler pendant près de trente ans à son grand œuvre, l’Europe et la Révolution française, histoire diplomatique de la Révolution dont les huit tomes seront publiés entre 1885 à 1904. Après avoir travaillé pendant dix ans dans les archives, s’appuyant en particulier sur une analyse minutieuse de documents diplomatiques, la plupart du temps inédits, datant des premières années de la Révolution, dont il publiera plusieurs comptes-rendus dans la Revue historique (t. V-VII, X-XIII). Les quatre premiers volumes s’étant succédé rapidement, il marqua une pause de seize ans avant la parution du cinquième volume. En 1904, l’Europe et la Révolution, à laquelle il avait consacré trente ans de sa vie, était enfin terminée. 

Il y développe la thèse classique de la conquête des frontières naturelles comme fil conducteur de l’histoire française : 

« Dans son objet comme dans ses procédés, cette politique résulte de la nature des choses. Arrêtée par l’Océan, les Pyrénées, la Méditerranée, les Alpes, la royauté française ne pouvait s’étendre que vers l’est et vers le nord, dans les Flandres et dans les pays qui formaient, lors de l’avènement des Capétiens, les royaumes de Lorraine et de Bourgogne. Elle s’y trouva naturellement portée. La nécessité l’y poussait. Il en résulta, dès que la monarchie française fut constituée, un inévitable conflit avec l’Allemagne pour la possession de ces territoires intermédiaires, sur lesquels les deux États prétendaient également. Guerres atroces pour les conquérir, guerres acharnées pour les conserver, cette lutte remplit l’histoire de l’Europe depuis le quinzième siècle. […] La politique française avait été dessinée par la géographie ; l’instinct national la suggéra avant que la raison d’État la conseillât. Elle se fonde sur un fait : l’Empire de Charlemagne. Le point de départ de ce grand procès qui occupe toute l’histoire de France, c’est l’insoluble litige de la succession de l’Empereur. »

 Il s’agit, pour Sorel, de renouveler, dans cet ouvrage, le travail de Heinrich von Sybel, d’un point de vue moins restreint et avec un arrangement plus clair et plus serein de l’échiquier européen, qui s’attache également à montrer à quel point les hommes sont les esclaves de la fatalité historique, qui a mené les plus irréfléchis des Conventionnels à renouer avec les traditions de l’Ancien Régime et à faire de la propagande révolutionnaire la poursuite de l’œuvre de Louis XIV au travers d’un système d’alliances et d’annexions. Pour lui tout s’enchaîne ; nul fait historique, grand ou petit, qui ne puisse être expliqué, si l’on connaît bien le passé, les circonstances et les hommes.
Parallèlement à ce grand travail général, Sorel entreprend diverses études détaillées sur des sujets plus ou moins connexes. Dans La Question d’Orient au XVIIIe siècle, les origines de la Triple Alliance (1878), il montre comment la partition de la Pologne a, d’une part, renversé la politique traditionnelle de la France en Europe de l'Est et, d’autre part, contribué au salut de la France républicaine en 1793.
Il rédige les ouvrages Montesquieu (Paris, Hachette, 1887, coll. « Grands écrivains français », Paris, Hachette, 1887, 176 p.) et Germaine de Staël (Paris, Hachette, 1891, coll. « Grands écrivains français », Paris, Hachette, 1887, 216 p.) pour la collection « Grands écrivains » des éditions Hachette. En 1896, il publie Bonaparte et Hoche en 1797, comparaison critique (Paris, E. Plon, Nourrit et Cie, 1896, 340 p.) Il a également préparé la partie traitant de l’Autriche (1884) du Recueil des instructions données aux ambassadeurs.
La plupart des articles qu’il a publiés dans la Revue des Deux Mondes, la Revue politique, la Revue bleue et le journal le Temps ont été rassemblés dans les Essais d’histoire et de critique (1883), les Lectures historiques (1894), les Nouveaux essais d’histoire et de critique (1898) et les Études de littérature et d’histoire (1901).

## Distinctions
Albert Sorel est élu le 18 décembre 1889 à l’Académie des sciences morales et politiques, au fauteuil de Fustel de Coulanges. Le 31 mai 1894, il succède à Taine au fauteuil 25 de l’Académie française.
Il est officier de la Légion d’honneur (1885),. Il venait juste d’obtenir de l’Institut de France le prix Osiris créé en 1889 par Daniel Iffla, lorsque le frappa la maladie qui devait l’emporter.
Son nom a été donné en hommage à une rue de Paris dans le 14e arrondissement. L’Institut d'études politiques de Paris lui a dédié un amphithéâtre. Une plaque à sa mémoire est apposée dans la cour intérieure du 47 bis rue de Vaugirard où il est mort le 29 juin 1906.

## Ouvrages

### Livres
- La Grande Falaise, 1785-1793, roman (1872)
- Le Traité de Paris du 20 novembre 1815 (1872)
- Le Docteur Egra, roman (1873)
- Une soirée à Sèvres pendant la Commune (1873)
- Histoire diplomatique de la guerre franco-allemande. 2 volumes, tirés de son cours à l’École libre des sciences politiques. (1875)
- Précis du droit des gens, avec Théophile Funck-Brentano. Texte en ligne sur Gallica. (1876)
- La Question d’Orient au XVIIIe siècle : le partage de la Pologne, le traité de Kaïnardji (1877)
- Sur l’enseignement de l’histoire diplomatique (1881)
- De l’origine des traditions nationales dans la politique extérieure de la France (1882)
- Essais d’histoire et de critique : Metternich, Talleyrand, Mirabeau, Élisabeth et Catherine II, l’Angleterre et l’émigration française, la diplomatie de Louis XV, les colonies prussiennes, l’alliance russe et la restauration, la politique française en 1866 et 1867, la diplomatie et le progrès. Texte en ligne sur Gallica. (1883)
- Recueil des instructions données aux ambassadeurs et ministres de France depuis la paix de Westphalie jusqu’à la Révolution française : Autriche. Texte en ligne sur Bibliothèque diplomatique numérique (1884)
- L’Europe et la Révolution française, 8 vol. t. I, Les mœurs politiques et les traditions ; t. II, La chute de la royauté ; t. III, La guerre aux rois : 1792-1793 ; t. IV, Les limites naturelles : 1794-1795 ; t. V, Bonaparte et le Directoire : 1795-1799 ; t. VI, La trêve, Lunéville et Amiens : 1800-1805 ; t. VII, Le blocus continental, le grand Empire : 1806-1812 ; t. VIII, La coalition, les traités de 1815 : 1812-1815. (1885-1904)
- Montesquieu. Texte en ligne sur Gallica. (1887)
- Madame de Staël (1890)
- Lectures historiques : mémoires de soldats, le drame de Vincennes, Talleyrand et ses mémoires. Texte en ligne sur Gallica. (1894)
- Bonaparte et Hoche en 1797 (1896)
- Nouveaux Essais d’histoire et de critique (1898)
- Études de littérature et d’histoire (1901)
- Introduction au livre du centenaire du Code civil (1904)
- Discours prononcés aux obsèques de Émile Boutmy, membre de l’Institut, fondateur-directeur de l’École libre des sciences politiques, le 28 janvier 1906, Coulommiers, Imprimerie de P. Brodard, 1906, 21 p., in-8o. — Réunit les discours de Léon Aucoc, Émile Gebhart, Étienne Hulot et Albert Sorel.
- Pages normandes (1907, posthume)
- Vieux habits, vieux galons (1921, posthume)Recueil de nouvelles pittoresques, cousines balzaciennes de l’histoire, épisodes de la Restauration, et dont le principal personnage est Napoléon.

### Articles
- « La paix de Bâle. Étude sur les négociations qui ont précédé le traité du 15 germinal an III (4 avril 1795) entre la France et la Prusse », Revue historique, t. 5,‎ 1877, p. 265-305 (lire en ligne), 1878, t. 6, p. 29-86, 1878, t. 6, p. 315-354, 1878 t. 7, p. 14-65, 1878 t. 7, p. 316-361